# 玛拉·齐尼
玛拉·齐尼（義大利語：Mara Zini，1979年10月26日—），意大利女子短道速度滑冰运动员。她曾代表意大利参加2002年和2006年冬季奥林匹克运动会短道速度滑冰比赛，获得一枚铜牌。